# Orange vin

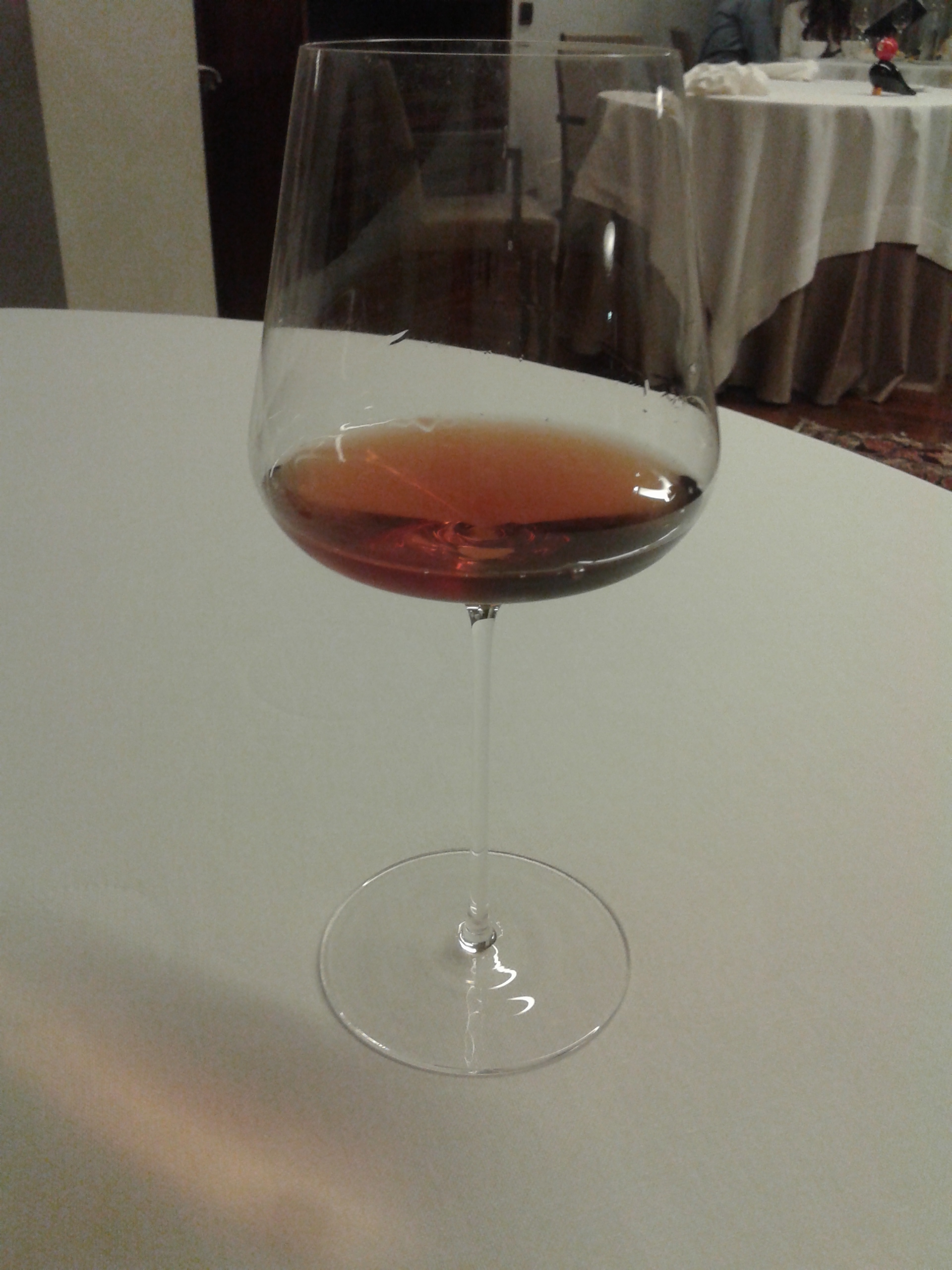
Orange vin

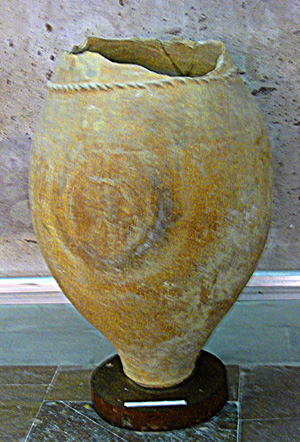
Armenisk urartisk karas hittad vid den arkeologiska utgrävningen i Argishtikhinili. Från ca 800 f.Kr.

Orange vin eller orangevin (Georgiska: ქვევრის ღვინო kvevris ghvino) är ett vitt vin som är mörkare i färgen än andra viner gjorda av gröna druvor och drar åt orange eller mörkgult. Färgen uppstår genom längre kontakt med druvskalen. Processen liknar produktion av rödvin och leder till ett strävare vin med skaltanniner. Orangevin kallas ibland för bärnstensvin.
De allra första vinerna gjordes i området där Georgien, Armenien och Azerbaijan möts och liknade antagligen de orangeviner som finns idag. Mycket gamla spår av vintillverkning har också hittats i ett närliggande område som idag är Iran. Orange viner produceras fortfarande i Georgien av de georgiska druvorna rkatsiteli och mtsvane. De flesta sorterna orangevin kommer från Kachetien och Imeretien. Orange vin blev populärt i Italien i slutet av 1990-talet och finns idag i många vinländer. I Italien är Friuli-Venezia Giulia i nordöstra hörnet bra på denna typ av vin. På andra sidan gränsen, i Slovenien, har de samma specialitet.
Orangevin ses fortfarande som ett hantverksvin och förknippas med naturviner. Det är vanligt med traditionella metoder, men alla orangeviner är inte naturviner. Ofta används naturlig jäst och lång jästid i ett ler- eller terrakottakärl som ibland är nedgrävt. Kärlen kan kallas amforor, som de antika behållarna för alla typer av vin som hade spetsig botten, men har ofta en annan form idag. De traditionella georgiska lerkärlen heter kvevri och de spanska tinajas. I Armenien, där denna typ av vin också är tradition, kallar man de stora krukorna för karas.
Smaker som är typiska för orange vin är äpple, persika, aprikos, nötter och honung. De passar bra till mat tack vare fylligheten.
Orange vin började bli trendigt i Sverige i slutet av 2010-talet. Elle mat & vin rapporterade till exempel i september 2017 att trendiga krogar serverar orange vin och att en vinbar specialiserad på orange vin just öppnat i Stockholm. Anders Melldén pekade ut orange vin som "det nya svarta" i sin vinspalt i Svenska dagbladet hösten 2018, men att de fortfarande var ovanliga på Systembolaget. Vinkännaren Britt Karlsson skriver att "de är ett intressant tillskott i vinutbudet även om de kan vara förvånande inledningsvis."